# だんトツ!!平成キング
『だんトツ!!平成キング』（だんとつ へいせいきんぐ）は、日本テレビ系列（クロスネット局の福井放送・テレビ大分・テレビ宮崎含む）および、フジテレビ系列の沖縄テレビで放送されていた日本テレビ製作のスポーツバラエティ番組である。日本テレビ系列では1997年11月2日から1998年3月1日まで、毎週日曜19:00 - 19:56 （日本標準時、以下同）に放送。

## 概要
スポーツを題材にした企画がメインのバラエティ番組で、「人間に不可能はない」をキャッチフレーズに掲げていた。テーマソングはテレビアニメ『鋼鉄ジーグ』の主題歌を使用していた。番組前半は大塚製薬（筆頭）と出光興産（『マジカル頭脳パワー!!』から枠移動）の2社提供で、後半は日立製作所の単独提供である。また、日立の樹のCMは1997年10月よりTBS（JNN）の『世界・ふしぎ発見!』に移行している。
1966年に放送開始した『気まぐれ百年』から32年間続いた日本テレビ系列の日立製作所および日立グループ一社提供枠の最後の番組となった。後継番組は、ジャニーズ事務所所属のアイドルグループ・TOKIOがメインを務める『ザ!鉄腕!DASH!!』が深夜枠（『ZZZ』月曜第1部）から移動し、2025年現在でも放送されている長寿番組である。

## 出演者

### 司会
- 徳光和夫
- ヒロミ
- 佐藤藍子

## スタッフ
- 構成：伊東雅司/田中直人、乙川恒樹、小野高義、あべ
- ナレーター：大場真人、林田尚親
- TM：坂本親保
- SW：江村多加司
- カメラ：木村博靖、高木冬夫
- 音声：新名大作、吾妻光良、古川誠一
- 照明：関仁
- 調整：夏目充博、根本正実
- 音効：江藤純（ヴァンクル）
- TK：毛利弘子
- 編集：秋葉武弘（IMAGICA）
- MA：津田秀樹、岩野博昭（共にIMAGICA）
- ロケ技術協力：NTV映像センター、コスモ・スペース、八峯テレビ、BBSテレビ
- アートプロデューサー：小野寺一幸
- デザイン：中野嘉一郎
- 美術進行：鈴木喜勝
- 美術協力：日本テレビアート
- 装置：赤木直樹
- 特効：平岡栄治
- 電飾：石野祥一
- 装飾：竹内秀和
- オブジェ：和田修吾
- 持道具：木南さおり
- CG：成田博志
- 協力：MIZUNO
- 広報：高橋修之
- デスク：北村佳子
- 制作進行：中田真紀、荒木巨奈、鈴木美江子
- アシスタントディレクター：志津賢一、中村雅之(行)、早川多祐、西谷理、赤羽俊哉、森田俊介、牛込剛、西岡三恵
- ロケディレクター：東井文太、笠原保志、渡辺孝志(之)、田頭悟、真木健一郎、本間千映子、永澤浩也、木曽守、石塚宏充、若林愛美、小嶋則安
- ディレクター：髙橋利之、松山和久、小林賢一（小林→演出の回あり）、米沢敏克、長瀬久司、掛水伸一（掛水→以前はロケディレクター）
- 演出：安藤正臣、石田昌浩（石田→以前はディレクター）
- プロデューサー：竹村薫・山上恵子（日企）、日向野明・神尾育代（NCV）、小幡英司（安寿）
- 制作協力：日企、NCV、安寿
- プロデューサー：林隆一郎、山田克也
- チーフプロデューサー：柏木登
- 製作著作：日本テレビ

### 過去のスタッフ
- ナレーター：根岸雄一
- TP：佐々木伸郎
- CG：江口義明